# David Campese
David Ian Campese (* 21. října 1962 Queanbeyan) je bývalý australský ragbista, který hrál nejčastěji na křídle a někdy na zadáku. V roce 2013 byl jmenován do Světové ragbyové síně slávy. V roce 2007 byl jmenován do Síně slávy australského rugby.
Za reprezentaci Austrálie odehrál v letech 1982 až 1996 101 zápasů. Položil za ni 64 pětek a připsal si 315 bodů. V počtu položených pětek za reprezentaci je v historické tabulce třetí za Japoncem Ohatou (69) a Jihoafričanem Habanou (66). Jako první Australan v historii položil na mistrovství světa pětku. Na MS 1991 se stal mistrem světa, byl vybrán jako nejlepší hráč tohoto šampionátu a společně s Francouzem Lafondem položil nejvíce pětek (6) na turnaji. Stal se prvním hráčem, co si za Austrálii připsal 100 zápasů. 
Na klubové úrovni mezi jeho největší úspěchy patří tituly v italské lize za kluby Petrarca Padova (1985–1987) a Amatori Milano (1991 a 1993). V roce 1992 byl zvolen nejlepším hráčem ligy. Hrál průběžně během své kariéry i za amatérské australské týmy Queanbeyan Whites a Randwick. S prvním klubem vyhrál tři tituly (1981–1983) a v druhém případě 8 titulů (1987–1992, 1994, 1996).

## Klubová historie (profesionální)
- 1984–1988 Petrarca Padova
- 1988–1993 Amatori Milano